# Tyrinthia picticornis
Tyrinthia picticornis är en skalbaggsart som beskrevs av Martins och Maria Helena M. Galileo 1991. Tyrinthia picticornis ingår i släktet Tyrinthia och familjen långhorningar.
Artens utbredningsområde är Panama. Inga underarter finns listade i Catalogue of Life.